# Entomottero

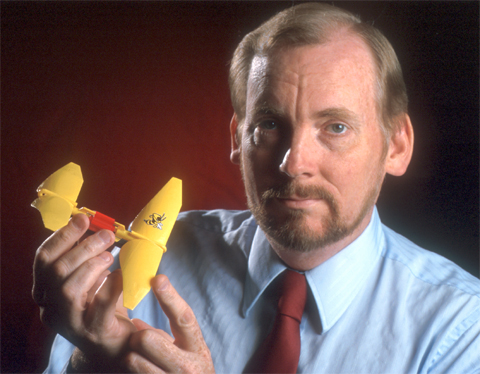
Robert Michelson con in mano un entomottero.

Un entomottero (dalla radice entomo-, significante "insetto" e dal suffisso -ttero, dal greco pterón, "ala") è un piccolo robot ispirato ai meccanismi di volo degli insetti. Per via della sua taglia minuta, è classificabile come un MAV.